# Piotr I (biskup pomorski)
Piotr I (Dominikanin, Polak) (ur. ?, zm. 1298 we Włoszech) – biskup kamieński w latach 1296–1298. 
Według ostrożnej hipotezy Edwarda Rymara Piotr był dominikaninem, który w latach 1282–1284 występował w otoczeniu legata papieża Marcina IV Filipa z Fermo, gdzie zajmował stanowisko lektora. Musiał oddać wówczas znaczne usługi biskupowi wrocławskiemu Tomaszowi, skoro ten w liście do kapituły generalnej dominikanów z 13 marca 1285 przekazał wyrazy uznania dla Piotra.
Co najmniej od 1282 Piotr politycznie związał się z księciem wielkopolskim Przemysłem II, skoro na dokumencie umowy kępińskiej z 15 lutego 1282 występuje, jako jedyny świadek duchowny obok wojewodów poznańskiego, gdańskiego, gnieźnieńskiego oraz sędziów poznańskiego i kaliskiego. Występowanie na tym dokumencie Piotra, jako jedynego duchownego uprawdopodabnia pogląd, że mógł być on autorem tego aktu. 
W 1292 Piotr jest penitencjarzem w kurii papieskiej. Stanowisko to wykorzystał zgodnie z polską racją stanu i stąd 1 sierpnia 1295 wyznaczał skład sądu mającego orzekać w sprawie sporu arcybiskupa gnieźnieńskiego Jakuba Świnki z biskupem chełmińskim, dotyczącej przynależności diecezji do polskiej prowincji kościelnej. Wybór Piotra był wyraźnie propolski ponieważ na miejsce sądu wyznaczył Włocławek a skład sądu ograniczył wyłącznie do duchownych urzędników kapituły włocławskiej. Papież Bonifacy VIII wybór Piotra bez przeszkód zatwierdził, stąd wniosek, że jego wpływy w kurii musiały więc być znaczne. 
Według części historyków to właśnie dzięki staraniom Piotra prośba Przemysła II o koronę królewską skierowana do papieża Bonifacego VIII odniosła zamierzony efekt, przy okazji zresztą torpedując podobne zamierzenia Wacława II. 
Z pewnością nagrodą za pomoc przy koronacji było poparcie udzielone przez Przemysła II i arcybiskupa Jakuba dla Piotra w jego staraniach o biskupstwo kamieńskie na przełomie 1295 i 1296 r. W tym czasie sytuacja na Pomorzu Zachodnim była dosyć niejasna. Od 13 lipca 1294 r. Jako biskup elekt występuje w Kamieniu Wisław z pewnością protegowany margrabiów brandenburskich do tego stanowiska. W celu zatwierdzenia wyboru kapituły udał się on pod koniec 1295 r. do Rzymu, z prośbą o zatwierdzenie papieskie.Tam niespodziewanie papież Bonifacy nie tylko nie zatwierdził nominacji, ale co więcej mianował na to stanowisko dotychczasowego bliskiego współpracownika Przemysła II - Piotra Polaka. 
Decyzja papieska z 9 stycznia 1296 r. oznaczała z pewnością osłabienie i tak już znacznie ograniczonych po zjeździe w Słupsku w 1287 r. wpływów margrabiów, którzy o niepowodzeniach Wisława dowiedzieli się zapewne około 25 stycznia w Prenzlau. To stało się jak przypuszcza Edward Rymar bezpośrednim impulsem, który spowodował decyzję margrabiów o próbie porwania Przemysła, która zakończyła się śmiercią króla 8 lutego 1296 r. w Rogoźnie.
Tragiczne wydarzenia z Rogoźna całkowicie zmieniły układ sił na Pomorzu i spowodowały, że Piotr mimo uzyskania szeregu pełnomocnictw nie czuł się w swojej diecezji zbyt pewnie. Wprawdzie na początku 1297 r. jadąc przez Pragę, gdzie zapewne starał się uzyskać poparcie Wacława II, pojawił się na Pomorzu, lecz nie mając w nikim oparcia jeszcze w tym samym roku wrócił do Włoch. Tam zmarł po krótkiej chorobie w 1298 najpewniej w Genui.